# Giovanni Maria Nanino

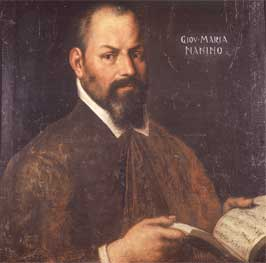
Giovanni Maria Nanino.

Giovanni Maria Nanino (eller Nanini), född omkring 1545 i Tivoli, död den 11 mars 1607 i Rom, var en italiensk tonsättare, bror till Giovanni Bernardino Nanino.
Nanino, som var lärjunge av Giovanni Pierluigi da Palestrina, var 1571-75 kapellmästare vid Santa Maria Maggiore i Rom, där han 1577 blev påvlig kapellsångare och 1604 kapellmästare vid Sixtinska kapellet, varjämte han 1580 med Palestrina öppnade en kompositionsskola, som vann stort inflytande. 
Nanino var en av de mest glänsande representanterna för den stora romerska skolan och den så kallade Palestrinastilen. Hans mest berömde lärjunge var Gregorio Allegri. Många av Naninos kompositioner har stannat i manuskript. 
Utgivna är flera böcker motetter, madrigaler och canzonetter, varjämte åtskilliga stycken finns avtryckta i samlingar av Proske, Rochlitz och andra. Biografier har skrivits av Haberl (i "Kirchenmusikalisches jahrbuch", 1891) och Radiciotti (1906).